# 권상로
권상로(權相老, 1879년 2월 28일 ~ 1965년 4월 19일)는 일제강점기의 승려이다. 창씨개명 후에는 안도 쇼로(일본어: 安東 相老)로 불렸다. 법명은 퇴경(退耕), 아호는 퇴경당(退耕堂).

## 생애
경상북도 문경에서 권찬영(權贊泳)의 아들로 태어나 한학을 공부하다가 18세 때인 1896년에 김룡사에서 출가했다. 그는 문장가로 이름이 높았으며 무학으로서 뚜렷한 학벌이 없었음에도 불교계에서 소문난 학승(學僧)이었다.
그는 일본과 조선총독부의 정책을 찬양하는 친일 문건을 다수 작성했고, 권상로는 자신이 편집자를 맡은 《조선불교월보》와 《불교》에 친일 논설들을 수록하여 한일 병합 조약 체결 무렵부터 친일적인 성향을 보였다.
이후 중앙불교전문학교 교수로 재직하고 있던 태평양 전쟁 시기에 시국 강연과 기고 등을 통한 노골적인 친일 행각으로 전쟁에 적극 협력했다. 예를 들어 그는 《불교시보》에 실린 〈승려 지원병에 대하야〉(1940)에서는 임진왜란 때의 승병 등을 예로 들면서 청년 승려들이 전쟁이 지원병으로 참전해야 한다며 역설했고, 전쟁 승리가 곧 성불이라는 친일 논리의 집대성격인 단행본 《임전의 조선불교》(1943)를 간행했다. 1940년 국민총력조선연맹의 참사관을 맡기도 했다.
광복 후에도 불교계의 원로로 활동하면서 1953년 동국대학교 초대 총장을 맡았고 1962년에는 문화훈장을 수여 받았다.
2002년 민족정기를 세우는 국회의원모임이 발표한 친일파 708인 명단과 2008년 민족문제연구소에서 친일인명사전에 수록하기 위해 정리한 친일인명사전 수록예정자 명단, 2009년 친일반민족행위진상규명위원회가 발표한 친일반민족행위 705인 명단에 모두 선정되었다.

## 같이 보기
- 동국대학교

## 참고자료
- 반민족문제연구소 (1995년 7월 1일). 〈권상로 : 불교계 최고의 친일학승 (임혜봉)〉. 《친일파 99인 (3)》. 서울: 돌베개. ISBN 8971990139.
- 임혜봉 (2005년 3월 1일). 〈권상로 : 승려들에게 지원병 입대를 권유한 학승〉. 《친일 승려 108인》. 서울: 청년사. 480~499쪽쪽. ISBN 9788972783848.